# هري (مخزن)

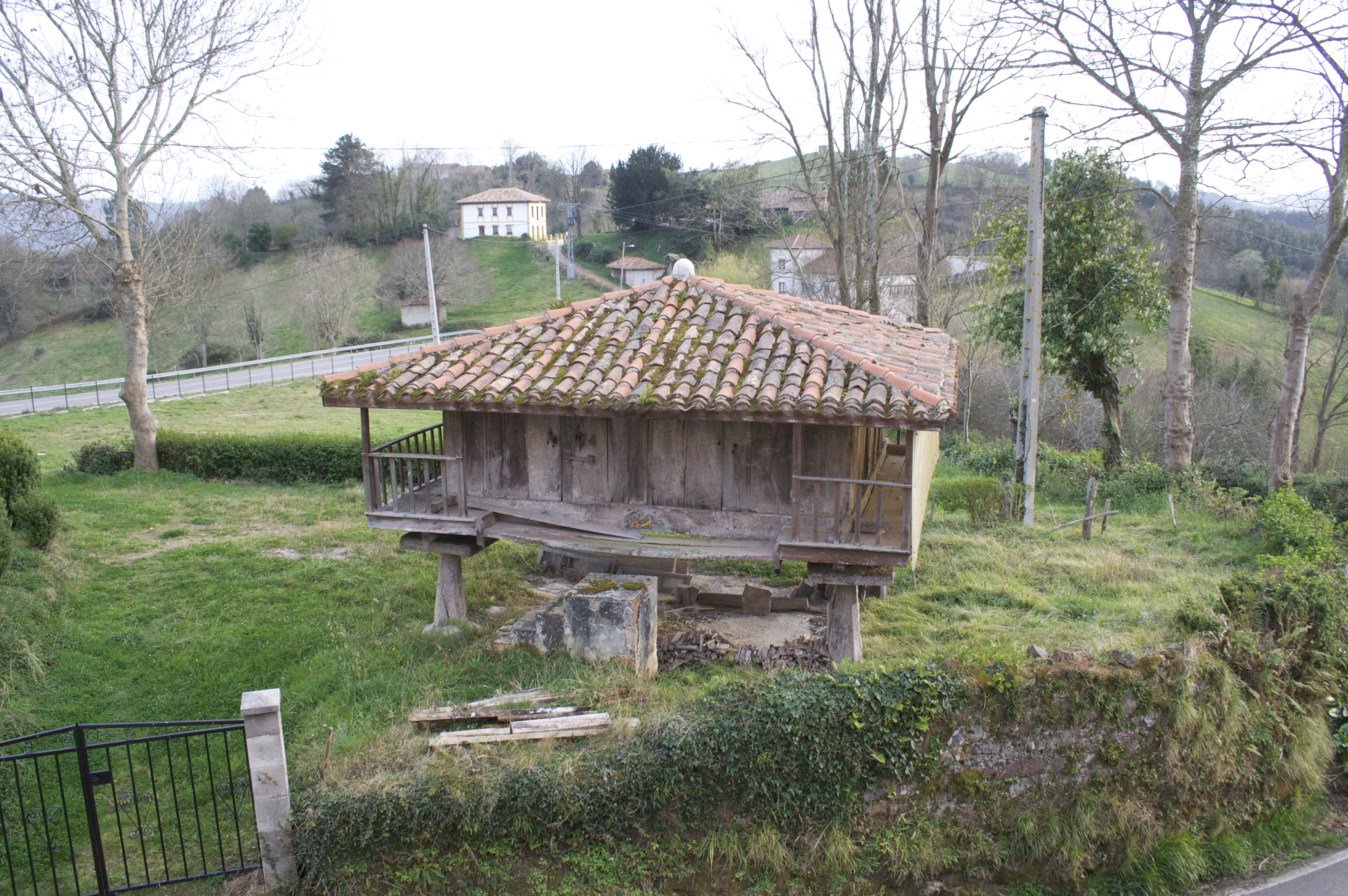
هُري في أشتورية

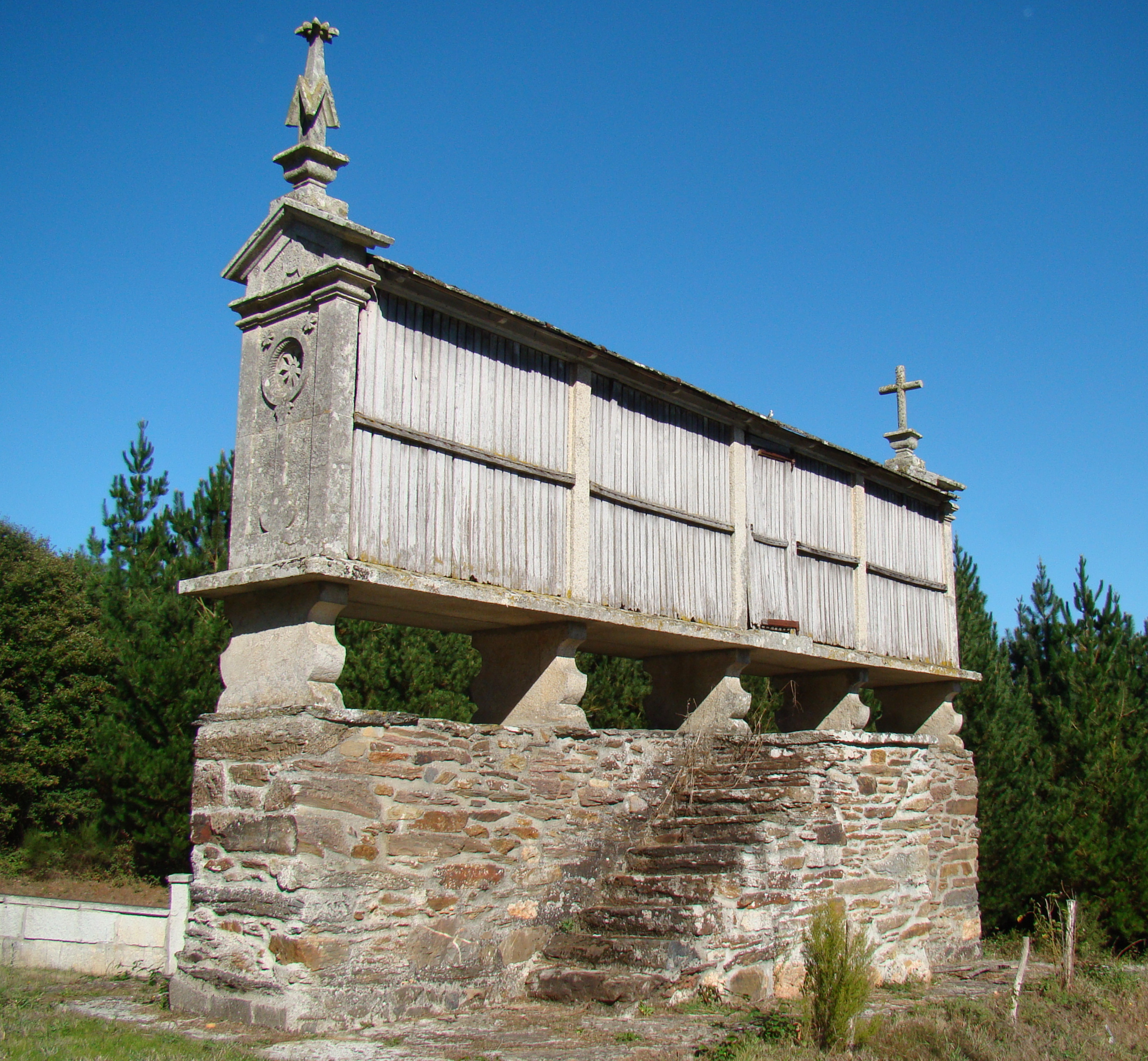
هُري في جليقية

الهُرْي هو مخزن حبوب نموذجي من الشمال الغربي لشبه الجزيرة الأيبيرية ( أشتورية وجليقية وشمال البرتغال) مبني من الخشب أو الحجر ومرتفع من الأرض بواسطة أعمدة تنتهي بأحجار ركائز مسطحة لمنع وصول القوارض. تسمح الفتحات الموجودة في جدرانه بالتهوية.